# Хуан Рамон Кабреро
Хуан Рамон Кабреро Обреро (ісп. Juan Ramón Cabrero Obrer, нар. 24 квітня 1980, Валенсія), відомий як Хуанра (ісп. Juanra) — іспанський футболіст, що грав на позиції правого захисника.

## Ігрова кар'єра
Народився 24 квітня 1980 року у Валенсії. Вихованець футбольної школи клубу «Леванте». Дорослу футбольну кар'єру розпочав 2000 року в основній команді того ж клубу. По ходу сезону 2001-02 у Сегунді був вже основним вибором тренерського штабу на позиції правого захисника, утім згодом програв конкуренцію і протягом 2004–2006 років виступав виключно за другу команду клубу у третьому дивізіоні.
Залишивши рідний клуб у 2006, приєднався до «Нумансії», де став основним гравцем і допоміг команді здобути 2008 року здобути перемогу в Сегунді, що дозволило йому в сезоні 2008/09 дебютувати в іграх елітної Ла-Ліги. В еліті «Нумансія» не втрималася, відразу ж понизившись у класі, після чого Кабреро її залишив.
2009 року перебрався до друголігового «Еркулеса», у складі якого в статусі основного правого захисника у першому ж сезоні знову здобув підвищення в класі до Ла-Ліги. Щопровда, як у випадку попереднього клубу гравця, команда з Аліканте у Ла-Лізі не затрималася, провівши там лише один сезон. Продовжив виступа за «Еркулес» у Сегунді, де провів ще два сезони.
Завершив ігрову кар'єру у третьоліговому «Кастельйоні», за який виступав протягом 2014—2016 років.